# Les Frivoles
Les Frivoles est un tableau réalisé par la peintre française Jacqueline Marval vers 1914. Cette huile sur toile de format presque carré est une idylle qui représente trois jeunes femmes assises nues dans de la verdure, où elles hument le parfum de roses. Exposée au Salon des indépendants de 1914, la peinture est saluée par Guillaume Apollinaire comme « une œuvre sensuelle ». Don de la Société des amis du musée des Beaux-Arts de Nantes en 1969, elle est conservée au musée d'Arts de Nantes, à Nantes.

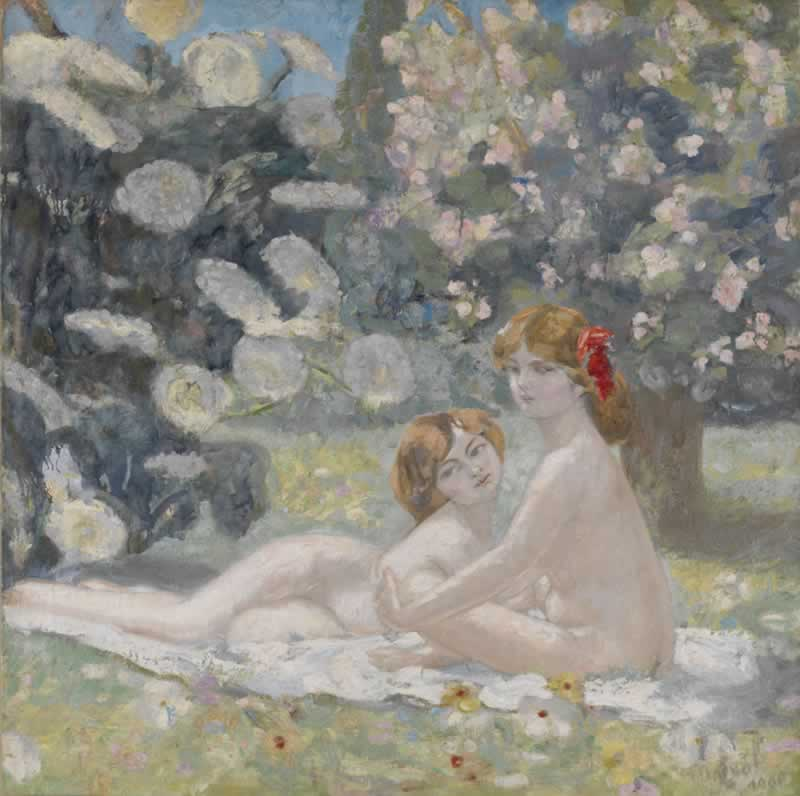
Les Cigales, musée Léon-Dierx, vers 1906.